# Tratados numerados

Mapa dos tratados numerados no Canadá.

Os Tratados numerados (ou Tratados da Pós-Confederação) são uma série de tratados assinados entre os onze povos aborígenes do Canadá com os monarcas reinantes do Canadá (Victoria, Edward VII e George V) entre 1871-1921. Foi o Governo do Canadá que criou a política e ratificou os acordos. Esses tratados são acordos com o Governo do Canadá, administrado pela lei canadense aborígene e supervisionados pelo Ministério de Assuntos Indígenas e Desenvolvimento do Norte.